# アレクサンドラ・フォン・アンハルト
アレクサンドラ・テレーゼ・マリー・フォン・アンハルト（Alexandra Therese Marie von Anhalt, 1868年4月4日 - 1958年8月26日）は、ドイツの諸侯家門アンハルト公爵家の公女で、シュヴァルツブルク侯家家長ジッツォの妻。アンハルト公フリードリヒ1世とその妻でザクセン＝アルテンブルク公子エドゥアルトの娘であるアントイネッテの間の末娘。
1897年1月25日にデッサウにおいて、又従兄にあたるシュヴァルツブルク＝ルードルシュタット家の侯子ジッツォと結婚した。アレクサンドラは結婚後、ジッツォの所領のあるグロースハルトハウ（ザクセン州バウツェン郡）で暮らした。夫はシュヴァルツブルク両侯国（シュヴァルツブルク＝ルードルシュタットおよびシュヴァルツブルク＝ゾンダースハウゼン）の侯位継承者であったが、1918年のドイツ革命でその地位を失った。

## 子女
ジッツォとの間に1男2女の3人の子女をもうけた。
- マリー・アントイネッテ（1898年 - 1984年） - 1925年、ゾルムス＝ヴィルデンフェルス伯フリードリヒ・マグヌス5世と結婚
- イレーネ（1899年 - 1939年）
- フリードリヒ・ギュンター（1901年 - 1971年） - シュヴァルツブルク侯家家長